# Single In-line Package

Circuito integrado em encapsulamento SIP.

Um Single In-line Package (ou SIP) é um encapsulamento de dispositivo eletrônico que possui uma única fileira de pinos de conexão. Não é tão popular quanto o DIP, mas tem sido usado para o acondicionamento de chips de RAM e resistores múltiplos com um pino em comum.